# Seznam osebnosti iz Občine Benedikt
Seznam osebnosti iz Občine Benedikt vsebuje osebnosti, ki so se tu rodile, delovale ali umrle.
Občina Benedikt ima 13 naselij: Benedikt, Drvanja, Ihova, Ločki Vrh, Negovski Vrh, Obrat, Spodnja Bačkova, Spodnja Ročica, Stara Gora, Sveti Trije Kralji v Slovenskih Goricah, Trotkova, Trstenik in Štajngrova.

## Književnost
- Fran Kocbek (1863, Ločki Vrh – 1930, Gornji Grad), pisatelj, planinski pisec, organizator planinstva, učitelj
- Danica Elbl (1966, Benedikt – ), pesnica, kulturna ustvarjalka in lokalna turistična vodičk
- Matija Belec (1877, Ločki Vrh – 1952, Bišečki Vrh), ljudski pesnik

## Politika
- Ivan Kramberger (1936, Ženjak pri Benediktu v Slovenskih goricah  –1992, Jurovski dol pri Svetem Juriju v Slovenskih Goricah), politik, pisatelj, dobrotnik, izumitelj, dimnikar
- Tone Peršak (1947, Ločki Vrh –), politik, poslanec, režiser, teatrolog, pisatelj
- Milan Gumzar (1953, Ženjak –),  politik in livar

## Religija
- Friderik Sternad (1890, Benedikt v Slovenskih goricah) – 1990, Podčetrtek), duhovnik
- Franc Zmazek (1844, Radoslavci) – 1918, Benedikt), rimskokatoliški duhovnik in krajevni zgodovinar

## Gospodarstvo
- Dominik Čolnik (1830, Sveti Trije Kralji v Slovenskih Goricah –1893, Štajngrova pri Benediktu v Slovenskih Goricah), vinogradnik, (živinozdravnik/veterinar) in narodni buditelj
- Ciril Čolnik (1871, Drvanja –1958, Milwaukee), kovač